# Olenellina
Die Olenellina sind eine Unterordnung der Trilobitenordnung Redlichiida. Die Unterordnung besteht aus zwei Überfamilien, den Olenelloidea (mit zwei Familien) und den Fallotaspidoidea (mit fünf Familien). Unter den Olenellina finden sich die ersten im Fossilbericht auftretenden Trilobiten.

## Beschreibung
(Morphologische Begriffe werden ausführlicher unter dem Beitrag Trilobiten erläutert.)
Cephalon: Es fehlen Gesichtsnähte. Die Glabella besitzt recht tiefe Seitenfurchen. Bei manchen Arten ist der frontale Glabellarlobus nahezu eine halbkugelförmige Aufbeulung. Das Hypostom ist konterminant, die zwischen den Dublüren sitzende Rostralplatte sehr breit und von nicht bindenden Rostralnähten umgrenzt.
Thorax: Besitzt eine große Anzahl von eben verlaufenden Segmenten, auf der Spindel setzen gelegentlich Stacheln an.
Pygidium: Schmal, besteht aus nur wenigen Segmenten.
Kalzifizierte protaspide Entwicklungsformen sind nicht erhalten. Der Körperbau der Olenellina ist flach gedrückt, ihre Cuticula ist dünn.

## Verbreitung und Vorkommen
Die Olenellina erscheinen im Verlauf des Unterkambriums zum ersten Mal und starben noch vor Abschluss des Unterkambriums wieder aus.
Die Olenellina finden sich hauptsächlich auf Laurentia (Nordwesten und Südwesten Kanadas, Südwesten und Nordosten der Vereinigten Staaten), auf Avalonia (Shropshire, England), auf Baltica (Estland, Polen, Norwegen, Schweden), im westlichen Gondwana (Marokko), im nordöstlichen und südöstlichen Sibirien und in der westlichen Mongolei.
Die Familie der Olenellidae (Olenelliden) ist auf den kambrischen Kontinent Laurentia (Nordamerikanische Faunenprovinz – Nordamerika und assoziierte Gebiete) beschränkt. Olenelliden sind recht häufig und definieren gleichermaßen die damalige Ausdehnung Laurentias. Ihr plötzliches Verschwinden legt in ihrem Verbreitungsgebiet die Grenze zwischen Unter- und Mittelkambrium fest.
Zwischen den Olenelliden und den Redlichiina besteht eine deutlich ausgeprägte Ausschließlichkeit ihres Vorkommens, nur in Marokko und in der westlichen Mongolei treten beide Faunen gemeinsam auf.

## Systematik
- Überfamilie Olenelloidea
  - Olenellidae
  - Holmiidae
- Überfamilie Fallotaspidoidea
  - Archaeaspidae (bzw. Archaeaspididae)
  - Fallotaspidae (bzw. Fallotaspididae)
  - Judomiidae
  - Neltneriidae
  - Nevadiidae

Die Daguinaspidae sind mittlerweile als Daguinaspinae eine Unterfamilie der Fallotaspidae.